# 布雷库岛

布雷库岛在根西行政區的位置

布雷庫島（英語：Brecqhou）是海峽群島中的一個島嶼，位於薩克島西海岸附近。布雷庫島和薩克島組成英國皇家屬地根西行政區的一個辖区。